# Sansonia tuberculata
Sansonia tuberculata är en snäckart som först beskrevs av Watson 1886.  Sansonia tuberculata ingår i släktet Sansonia och familjen Pickworthiidae. Inga underarter finns listade i Catalogue of Life.